# Jacaratia
Jacaratia es un género   de plantas con flores de la familia Caricaceae. Son nativos de América.  Comprende 14 especies descritas y de estas, solo 7 aceptadas.

## Taxonomía
El género fue descrito por Alphonse Pyrame de Candolle y publicado en Prodromus Systematis Naturalis Regni Vegetabilis 15(1): 419. 1864. La especie tipo es: Jacaratia spinosa (Aubl.) A. DC. 

## Especies aceptadas
A continuación se brinda un listado de las especies del género Jacaratia aceptadas hasta octubre de 2013, ordenadas alfabéticamente. Para cada una se indica el nombre binomial seguido del autor, abreviado según las convenciones y usos. 
- Jacaratia chocoensis A.H.Gentry & Forero
- Jacaratia corumbensis Kuntze
- Jacaratia digitata (Poepp.) Solms
- Jacaratia dolichaula (Donn. Sm.) Woodson
- Jacaratia heptaphylla (Vell.) A. DC.
- Jacaratia mexicana A.DC.
- Jacaratia spinosa